# Onthophagus doiinthanonensis
Onthophagus doiinthanonensis är en skalbaggsart som beskrevs av Masumoto 1989. Onthophagus doiinthanonensis ingår i släktet Onthophagus och familjen bladhorningar. Inga underarter finns listade i Catalogue of Life.